# Synallaxe de Spix
Synallaxis spixi
Espèce
Statut de conservation UICN

 LC  : Préoccupation mineure
Le Synallaxe de Spix (Synallaxis spixi) est une espèce de passereaux de la famille des Furnariidae.

## Répartition
Il peuple le sud-est du Brésil, le Paraguay, l'Uruguay et le nord-est de l'Argentine.

## Nid
Son nid, de forme cylindrique avec un long couloir d'entrée sur le côté, a une structure en rameaux d'épines recouverte de feuilles, de mousse et de poils.